# Municipio El Torno
Das Municipio El Torno ist ein Verwaltungsbezirk im Departamento Santa Cruz im südamerikanischen Anden-Staat Bolivien.

## Lage im Nahraum
Das Municipio El Torno ist eines von fünf Municipios in der Provinz Andrés Ibáñez. Es grenzt im Nordosten an das Municipio Porongo, im Osten an das Municipio La Guardia, im Südwesten an die Provinz Florida und im Nordwesten an die Provinz Ichilo. Der zentrale Ort ist El Torno im nordöstlichen Teil des Municipios mit 17.130 Einwohnern. (Volkszählung 2012)

## Geographie
Das Municipio El Torno liegt östlich der Cordillera Oriental am Rande des bolivianischen Tieflandes und wird durch den Río Piraí durchflossen. Die Region weist ein semihumides schwülfeuchtes Tropenklima auf mit geringen Tages- und Nachtschwankungen der Temperaturen.
Der jährliche Niederschlag in der Region liegt bei etwa 1000 mm, die Jahresdurchschnittstemperatur 24 °C (siehe Klimadiagramm La Angostura). Einer Trockenzeit von Juni bis September mit Monatsniederschlägen von nur 20 bis 40 mm steht eine ausgedehnte Feuchtezeit gegenüber, in der von November bis Februar die Monatswerte zwischen 125 und 160 mm liegen. Die monatlichen Durchschnittstemperaturen schwanken zwischen 20 °C im Juni und Juli und 26 °C von November bis Februar.

## Bevölkerung
Die Einwohnerzahl des Municipios ist zwischen 1992 und 2024 auf das Zweieinhalbfache angestiegen:
| Jahr | Einwohner | Quelle       |
| ---- | --------- | ------------ |
| 1992 | 23.320    | Volkszählung |
| 2001 | 37.961    | Volkszählung |
| 2012 | 49.652    | Volkszählung |
| 2024 | 55.558    | Volkszählung |

Die Bevölkerungsdichte des Municipios bei der letzten Volkszählung von 2024 betrug 58,6 Einwohner/km², der Anteil der städtischen Bevölkerung lag bei 62,3 Prozent. Die Lebenserwartung der Neugeborenen lag im Jahr 2001 bei 64,1 Jahren, der Alphabetisierungsgrad bei den über 15-Jährigen betrug 83,2 Prozent.
Aufgrund der historisch bedingten Zuwanderung von Agrarbevölkerung im 20. Jahrhundert weist die Region einen nicht unbedeutenden Anteil an indigener Bevölkerung auf: Im Municipio El Torno sprechen 27,7 Prozent der Einwohner Quechua.

## Politik
Ergebnis der Regionalwahlen (concejales del municipio) vom 4. April 2010:
| Wahl- berechtigte |  | Wahl- beteiligung | gültige Stimmen |  | MAS-IPSP | VOCES  | VERDAD | FA    | UCS   |
| ----------------- |  | ----------------- | --------------- |  | -------- | ------ | ------ | ----- | ----- |
| 24.002            |  | 20.755            | 16.674          |  | 7.702    | 5.140  | 2.057  | 912   | 863   |
|                   |  | 86,5 %            | 80,3 %          |  | 46,2 %   | 30,8 % | 12,3 % | 5,5 % | 5,2 % |

Ergebnis der Regionalwahlen (elecciones de autoridades políticas) vom 7. März 2021:
| Wahl- berechtigte |  | Wahl- beteiligung | gültige Stimmen |  | MAS-IPSP | CREEMOS | UNIDOS | SOL    | ASIP   | MNR    |
| ----------------- |  | ----------------- | --------------- |  | -------- | ------- | ------ | ------ | ------ | ------ |
| 37.669            |  | 32.766            | 29.989          |  | 17.415   | 9.888   | 1.573  | 542    | 431    | 140    |
|                   |  | 86,98 %           | 91,52 %         |  | 58,07 %  | 32,97 % | 5,25 % | 1,81 % | 1,44 % | 0,47 % |

## Gliederung
Das Municipio untergliederte sich bei der Volkszählung von 2012 in die folgenden vier Kantone (cantones):
- 07-0105-01 Kanton El Torno – 70 Ortschaften – 37.811 Einwohner
- 07-0105-02 Kanton Jorochito – 8 Ortschaften – 3.680 Einwohner
- 07-0105-03 Kanton La Angostura – 9 Ortschaften – 3.190 Einwohner
- 07-0105-04 Kanton Limoncito – 3 Ortschaften – 4.971 Einwohner

## Ortschaften
- Kanton El Torno
  - El Torno 17.130 Einw. – Puerto Rico 4219 Einw. – Santa Rita 3377 Einw. – La Angostura 1809 Einw. – Santa Martha 1738 Einw. – El Torno-Puerto Rico 869 Einw. – Espejos 526 Einw.

- Kanton Jorochito
  - Jorochito 3259 Einw.

- Kanton La Angostura
  - San Luis 1596 Einw. – Tarumá 1148 Einw.

- Kanton Limoncito
  - Limoncito 2943 Einw. – Tiquipaya 1883 Einw.